# Ostabfall der Langen Rhön
Der Ostabfall der Langen Rhön ist die Fortsetzung der Langen Rhön nach Osten. Er kann weniger als kompakte Einheit und mehr als durch jahrmillionenlange Erosion zerlegte Riedel betrachtet werden. Aufgrund der Nähe zur Langen Rhön ist der Ostabfall Teil der Zentralen Rhön, die der Hohen Rhön als Teil der Rhön untergeordnet ist. Die Riedel erheben sich auf eine Höhe von 400 bis 700 Metern.

## Naturräumliche Zuordnung
Der Name Ostabfall der Langen Rhön wurde 1968 im Rahmen der naturräumlichen Gliederung (M = 1:200.000) als Naturraum definiert und wie folgt zugeordnet:
- (zu 35 Osthessisches Bergland)
  - (zu 354 Hohe Rhön)
    - (zu 354.1 Zentrale Rhön)
      - 354.12 Ostabfall der Langen Rhön

## Abgrenzung
Zur Langen Rhön im Westen des Gebietes ist bis zum Rhönkopf die Waldgrenze heranzuziehen, anschließend eine gedachte Linie in nordnordöstlicher Richtung bis zur L1123 bei Reichenhausen. Alsdann folgt die Grenze nach Osten hin in südlicher Richtung bis zum Streutal die Vordere Rhön. Anschließend folgt zumeist auf einer Höhe zwischen 400 und 500 Meter das Östliche Rhönvorland, genauer: die Fladunger Mulde, dann nahe dem Heppberge die Mellrichstädter Gäu. Die Naturraumgrenze geht schließlich immer mehr gen Westen und berührt dabei die Schönauer Hochfläche, welche zur Südrhön gerechnet wird.

## Geologie
Am Ostabfall der Langen Rhön tritt der Muschelkalksockel zu Tage, auf dem auch die Lange Rhön sitzt. Die meisten Kuppen sind allerdings basaltenen Ursprungs. Das Gelände ist vor allem durch Flusstäler, die der Streu zugewandt sind, in Riedel aufgeteilt. Deren Bedeutung lässt sich an den zahlreichen teilweise aufgelassenen Basaltwerken etwa am Bauersberg oder auf dem Rother Berg erkennen. Eine im Tertiär entstandene Braunkohleschicht wurde im Bereich des Eisgrabens teilweise abgebaut. Über dem Anstehenden hat sich zumeist Solifluktionsschutt angesammelt, am Fuße befinden sich pleistozäne Schotterfelder. Auf Muschelkalk und Basalt haben sich im Laufe der Jahrmillionen sandige bis schluffige und tonige Lehmböden gebildet.

## Berge
- Streufelsberg (739,8 m; östlich des Ellenbogens)
- Gangolfsberg (735,8 m; Wallanlage)
- Kalte Buche (722,6 m)
- Steinkopf (Roth) (719 m)
- Rother Kuppe (711 m; Aussichtsturm des Rhönklubs und Restaurant)
- Schloßberg (Hausen) (677 m; Standort der ehemaligen Hildenburg)
- Hoher Rodkopf (607,1 m)
  - Lahrberg (537,5 m; Südostausläufer)
- Hüppberg (591 m)
- Heppberg (546,3 m)
- Dünsberg (Rhön) (503 m)

## Naturraum
Teilweise stark ausgedehnte ursprüngliche Laubwälder vermischt mit Fichtenholzparzellen bestimmen weitgehend das Landschaftsbild. Dazwischen befinden sich Weiden, Wiesen und gelegentlich, sofern es das Klima zulässt, auch Felder.
Die Niederschlagsmenge variiert je nach Höhe zwischen 850 und 1000 mm im Jahr.